# Судзуя (тежък крайцер, 1934)
Судзуя (на японски: 鈴谷) е тежък крайцер на Императорските ВМС на Япония. Третият влязъл в строй представител на типа „Могами“. Носи името „Судзуя“ в чест на реката в префектура Карафуто (днес Сусуя е в Сахалинска област на Русия).
Поръчан е в числото на четирите крайцера от този тип по Първата програма за попълнение на флота от 1931 г. Построен е в периода 1933 – 1937 г. от корабостроителницата на Арсенала на флота в Йокосука. Първоначално планираното за януари 1936 г. въвеждане на крайцера в строй е задържано с повече от година и половина за изпълнение на работи по подобряване на здравината на корпуса и устойчивостта.
След около година служба „Судзуя“ отново се оказва в корабостроителницата за провеждане на запланираната замяна на оръдейните кули, продължила от януари до септември 1939 г. В периода 1940 – 1941 г. крайцерът заедно с еднотипните кораби активно участва в учения, а също и в операциите по превземането на Френски Индокитай.
В състава на 7-а дивизия крайцери „Судзуя“ има активно участие в началния етап на бойните действия на Тихоокеанския театър през Втората световна война, в т.ч. превземането на Малая, Нидерландска Източна Индия, похода в Индийския океан, сраженията при Мидуей, при островите Санта Крус и във Филипинско море. От пролетта на 1943 до лятото на 1944 г. крайцерът последователно има три военни модификации. В хода на сражението в залива Лейте, на сутринта на 25 октомври 1944 г., при остров Самар „Судзуя“ е повреден в резултат на два близки разрива на бомби на американски палубни самолети и към пладне потъва от последвалите взривове и пожари на борда.

## Строителство
През август 1933 г., в рамките на Първата програма за попълнение на флота, е дадена поръчка за строителството на третия „8500-тонен“ крайцер на стойност 24 833 950 йени.
На 11 август 1933 г. на бъдещия кораб е присвоено името „Судзуя“ – в чест на реката в префектура Карафуто (днес Сусуя е в Сахалинска област на Русия). По-рано това име носи бившият руски крайцер „Новик“, който служи в японския флот в периода 1908 – 1913 г. „Судзуя“ е заложен на стапел № 2 на Арсенала на флота в Йокосука на 11 декември 1933 г. и е спуснат на вода на 20 ноември 1934 г.
През 1933 г. е решено, че втората двойка крайцери от типа „Могами“ ще получат само осем парни котли вместо десет, а предвидените по проект едностволни 127-мм установки ще бъдат заменени със сдвоени. На завършващия етап от строежа на стапела, корабът, през лятото – есента на 1934 г., преминава т.нар. „Първи етап работи за повишаване на ефективността“, предизвикан от инцидента с миноносеца „Томоджуру“ през март на същата година. В хода му крайцерът получава оборудване за приемане/изхвърляне на воден баласт в двойното дъно, намалено е разстоянието между палубите, а също значително, по сравнение с изходния проект, са олекотени надстройките.
На 10 ноември 1935 г. намиращ се в 96,6% готовност „Судзуя“ (на него няма само системите за управление на огъня, 127-мм установки и 25-мм зенитни автомати) излиза за ходови изпитания. На мерната миля при Татеяма крайцерът достига скорост 36,50 възела при водоизместимост 13 000 тона. Влизането на крайцера в строй е планирано за януари 1936 г., но на 20 ноември той влиза в сух док № 4 на Арсенала на флота в Йокосука за оглед на корпуса в рамките на разследването на инцидента с Четвърти флот. След това „Судзуя“ е преведен в басейна Коуми, където е разоръжен и започва подготовка за реконструкция. През юни 1936 г. крайцерът отново влиза в док № 4 и на него започва изпълнение на втория етап работи за повишаване на ефективността, до октомври 1937 г. В хода му съединените чрез заваряване листове стомана тип „D“ на протежение 80% от дължината на корпуса са заменени с нитовани (дебелината им на много участъци е удвоена), а в краищата – на заваръчни от мека стомана, съкратено е първото ниво на надстройката (със зенитната палуба), за да не преминават през него барбетите на оръдейните кули № 3 и 4, поставени са були с увеличена ширина за компенсация на нарасналата водоизместимост. Също паралелно с това са поставени кърмовите 127-мм установки и 25-мм зенитни автомати, намалена е височината на гротмачтата и е преправена системата релси за хидросамолетите. На повторните ходови изпитания, от 18 август 1937 г., при Татеяма „Судзуя“ развива 35,50 възела при водоизместимост 13 636 тона и мощност на машините 160 020 к.с.. На 31 октомври крайцерът е предаден на флота едновременно с четвъртия крайцер – „Кумано“.

## История на службата

### Довоенна
След предаването на флота, на 31 октомври 1937 г., „Судзуя“ е приписан към ВМБ Куре и получава позивните JJOA. Той се намира в резерва 1-ва категория до 1 декември, докато не е зачислен в състава на 7-а дивизия (три марки на комините) заедно с „Кумано“ (флагман, една марка) и „Микума“ (две марки). От 9 до 14 април 1938 г. трите крайцера на 7-а дивизия извършват поход от Сасебо до Такао. През август корабите участват в ученията в проливите Бунго и Исе. От 17 до 23 октомври крайцерът прави поход от Сасебо за Мако и се връща след това обратно.
На 15 декември 1938 года „Судзуя“ е изваден в резерва трета категория поради началото на нова модернизация. Тя става известна като Трети етап работи за повишаване на ефективността и е насочена преди всичко към замяната на главния калибър – 155-мм триоръдейни установки са демонтирани и на техните барбети са поставени 203,2-мм двуоръдейни установки (т. нар. „модел „Могами““). Паралелно с това също са заменени катапултите на арсенала Куре тип № 2 модел 3 с по-тежките тип № 2 модел 5, парогазовите торпеда тип 90 с кислородните тип 93 (с увеличение на боекомплекта до 24 броя), поставен е прибор за управление на торпедната стрелба тип 92 на площадка на фокмачтата. Модернизацията на „Судзуя“ провежда Арсенала на флота в Йокосука, работите се водят от 31 януари до 30 септември 1939 г.
На 15 ноември 1939 г. „Судзуя“ се връща в състава на 7-а дивизия, ставайки неин флагман (втори кораб е „Кумано“). На 27 март 1940 г. двата крайцера отплават от Сасебо към крайбрежието на Южен Китай, връщайки се в базата на 2 април. От 1 май в състава на 7-а дивизия се връщат „Могами“ и „Микума“, и с този момент тя включва всичките четири представители на типа „Могами“. В края на 1940 г. са премахнати марките на комините. От 7 януари 1941 г. 7-а дивизия получава вътрешно деление на две отделения (първо – „Кумано“ и „Судзуя“, второ – „Микума“ и „Могами“), флагман става „Кумано“.
Във връзка с изострянето на френско-тайския конфликт 7-а дивизия, на 23 януари 1941 г., напуска Куре и на 29 януари пристига в Самах на остров Хайнан. На 31 януари на борда на крайцера „Натори“ при посредничеството на японски дипломати е подписано примирие. На 6 февруари 7-а дивизия излиза в море, посещава на 10-и Бангкок и 13-и Сайгон. На 18 февруари тя е в Самах, на 20 – 21 февруари престоява в Мако, на 23 – 26 февруари – на Окинава, 3 – 7 март – в Такао, 11 – 28 март – в залива Саеки и на 29 март пристига в Куре. От 11 до 17 април „Судзуя“ (заедно с „Микума“) преминава там докуване, в хода на което е поставена и размагнитваща намотка.
На 25 април крайцерът заедно с „Кумано“ напуска Куре; на 26 април те пристигат в залива Овасе, където на 28 април към тях се присъединява „Микума“. На 17 май корабите пристигат в залива Исе, където се съединяват с „Могами“, и на 22-ри се връщат обратно. На 3 – 4 юни „Судзуя“, „Кумано“ и „Могами“ напускат залива Овасе и се насочват за Бепу, където престояват от 6 до 10 юни, 12 – 19 юни провеждат в залива Сукумо и на 23-ти се обединяват с „Микума“ в залива Ариаке. На 27 – 30 юни 7-а дивизия преминава в Йокосука, а оттам, на 8 – 12 юли – в Куре.
На 16 юли крайцерите напускат Куре за участие в превземането на Френски Индокитай. На 22 юли те пристигат в Самах и на 25 – 30 юли съпровождат оттам транспорти с войски до Сайгон. На 7 – 19 август 7-а дивизия е в залива Сукумо и на 20 август се връща в Куре. От 31 август до 7 септември „Судзуя“ (заедно с „Кумано“) преминава там поредното докуване. На 16 септември 7-а дивизия излиза в учебен поход, посещавайки Мураджуми (16 септември – 14 октомври), заливите Саеки (15 – 19 октомври), Бепу (20 – 23 октомври и 10 – 11 ноември), Сукумо (23 октомври – 1 ноември), Ариаке (2 – 9 ноември) и на 13 ноември пристига за котвена стоянка при остров Хашира. На 16 ноември крайцерите посещават Куре за зареждане с гориво и попълване на боекомплекта. На 20 – 26 ноември „Микума“ заедно с „Могами“, „Судзуя“ и „Чокай“ правят преход от Куре за Самах, три дни по-късно към тях се присъединява „Кумано“.

### Втора световна война
На 4 декември 1941 г. 7-а дивизия отплава от порт Самах за прикритие на 1-ви Малайски конвой и районите на десант в Кота Бару, Сингора и Патан. В нощта на 9 декември тя заедно с 3-та ескадра разрушители се намира в готовност за нощен бой с британското съединение „Z“ (по-рано открити от подводницата „И-65“), но успява да го открие и на сутринта се съединява с главните сили (линкорите „Конго“ и „Харуна“, тежките крайцери „Атаго“ и „Такао“). На следващия ден тази задача губи своята актуалност, тъй като британските кораби са потопени от авиацията на Японския императорски флот при Куантан.
На 11 декември „Судзуя“ и „Кумано“ (1-во отделение на 7-а дивизия) пристигат в Камран. На 13-и те отново излизат в морето и на 16 декември поддържат десанта в Мири на северен Калимантан, връщайки се в базата на 27 декември. В периода 5 – 10 януари 1942 г. двата крайцера прикриват конвои до Камран.
На 16 януари 1942 г. 7-а дивизия заедно с крайцерите „Чокай“, „Сендай“ и „Юра“ излиза в морето за прихващане на британски кораби, но заповедта за това е отменена на 18 януари, и на следващия ден дивизията се връща обратно. На 23 януари тя отново напуска Камран, „Микума“ и „Могами“ при това прикриват десанта в Ендау и се връщат на 30 януари. След кратък престой всичките 4 крайцера на 7-а дивизии и „Чокай“ излизат в морето на 10 февруари и след три дена осигуряват прикритието на операция „L“ (превземането на Палембанг и остров Банка). На 16 февруари 7-а дивизия е придадена в състава на Главните сили с цел осигуряване на превземането на западна Ява и на следващия ден пристига на остров Анамбас за прием на гориво и припаси.
На 24 февруари 4-е крайцера излизат в морето, „Судзуя“ и „Кумано“ се насочват за прикритие на десанта при Индрамадзю източно от Батавия. На 1 март корабите на 7-а дивизия се обединяват, на 4-ти напускат района на Ява и на следващия ден пристигат в Сингапур. От 9 до 12 март 4-е крайцера и „Чокай“ прикриват районите на десант в Сабанг и Ири на северна Суматра, на 15-и се връщат за дозареждане и попълнение на запасите. От 20 март те участват в превземането на Андаманските острови и след изпълнение на задачите застават на котва в бирманския порт Мергуи на 26-и. На 1 април, в рамките на операция „Си“, всичките пет крайцера излизат в морето, насочвайки се в състава на съединението на вицеадмирал Джисабуро Одзава към Бенгалския залив. В 20:30 на 5 април корабите на Одзава се разделят на три независими групи, от които „Судзуя“, „Кумано“ и разрушителя „Ширакумо“ влизат в северната. Между 09:52 и 11:50 на следващия ден те потопяват пет съда на страни от антихитлеристката коалиция – британските „Силкуорт“, „Аутоликус“, „Малда“, „Шинкуан“ и американският „Ексмур“. „Судзуя“ при това изразходва 190 203-мм и 64 127-мм снаряда. На 11 април 7-а дивизия се отбива в Сингапур, на 13-и в Камран и на 22-ри пристига в Куре, където крайцерите влизат за планов ремонт в Арсенала на флота. От 27 април до 4 май „Судзуя“ и „Кумано“ преминават там докуване.
На 22 май 1942 г. 7-а дивизия (командващ контраадмирал Такео Курита, флаг на „Кумано“) под прикритието на 8-и дивизион разрушители („Асашио“ и „Арашио“) напуска Хашираджима и пристига на 26 май в Гуам. На 28 май тя излиза в морето за участие в операцията „МИ“, изначално прикривайки съединението на хидросамолетоносачи на контраадмирал Фуджита („Читосе“ и „Камикава-мару“). На 30 май 7-а дивизия и 8-и дивизион се срещат с транспортната група на контраадмирал Танака (12 транспорта с 5000 войника на борда) и танкерите „Акебоно-мару“ и „Ничией-мару“, от този момент съпровождайки вече тях. Денем на 4 юни Курита получава заповед от Нагумо за обстрел на Мидуей, който трябва да постигне ненаправеното от Първо мобилно съединение в загубеното от японците сражение между самолетоносачите – да унищожи американските самолети и бреговите укрепления на атола, които могат да попречат на десанта. Тъй като до крайната точка трябва да се изминат още 410 морски мили, преодоляването им трябва да стане на максималната скорост от 35 възела. Разрушителите „Асашио“ и „Арашио“ не могат да я поддържат в бурно море, и постепенно започват да изостават.
През нощта става ясно, че крайцерите няма да достигнат Мидуей, бе да попаднат под ударите на американската авиация, в 00:20 на 5 юни Ямамото отменя заповедта на Нагумо за обстрел. Обаче неговото съобщение по погрешка първоначално е изпратено не на 7-а, а на 8-а дивизия („Тоне“ и „Чикума“). До Курита то достига едва след два часа, в 02:30, когато до Мидуей остават по-малко от 50 морски мили, и едва от този момент 7-а дивизия взема курс на северозапад, насочвайки се насреща към главните сили. Паралелно с това, в 02:15, японските кораби са засечени от плаващата в надводно положение американска подводница „Тембор“ (командир – капитан 3-ти ранг Джон Мърфи) като четири големи непознати цели, обаче субмарината скоро губи контакт с тях в тъмнината. В 02:38 контакта е възобновен, и почти веднага и самата лодка е засечена от флагманския „Кумано“. Поради заплахата от торпедна атака четирите крайцера на 7-а дивизия получават заповед да изпълнят завой „всички заедно“ на 45°, но поради грешка при препредаването му и тъмнината само на плаващите първи „Кумано“ и четвърти „Могами“ го изпълняват вярно. Плаващите втори „Судзуя“ и трети „Микума“ започват завой „всички заедно“ на 90°. И ако „Судзуя“ просто преминава в опасна близост зад кърмата на „Кумано“, то „Микума“ към края на петата минута таранира „Могами“. Макар на последния да забелязват сближението и секунди преди сблъсъка да започват завой наляво, даже плъзгащия удар на плаващия с 28-възлов ход крайцер (започнал от района на носовата надстройка и напред към носа) нанася сериозни повреди. На „Могами“ е смачкан и огънат почти на 90° носовия край плътно до първата кула на главния калибър. Повредите на „Микума“ се оказват много по-леки – смачкани са броневите плочи в района на мястото на удара, от горивната цистерна зад котелно отделение № 4 започва изтичане на мазута (през участък от повредена обшивка с дължина 20 и ширина 6 метра), драскотини по борда между 127-мм установка № 2 и гротмачтата. „Кумано“ и „Судзуя“ след това продължават да се отдалечават на запад на пълен ход и на 13 юни пристигат на Трук.
На 17 юни „Судзуя“ заедно с „Кумано“ и разрушителите „Араре“ и „Касуми“ напускат Трук и на 23-ти пристигат в Куре. На 14 юли в хода на реорганизацията на ЯИФ 7-а дивизия е предадена от Втори флот (крайцерския) на Трети (авионосен). От 17 до 23 юли двата крайцера преминават от Хашираджима в Сингапур. На 28 юли те отново излизат в морето, насочвайки се за порт Мергуи в Бирма в рамките на операция „Б“. Около 6:00 плаващите с ескорт от четири разрушителя „Судзуя“ и „Кумано“ са атакувани от нидерландската подводница „O-23“, която пуска по тях 4 торпеда. Всички те преминават встрани, последвалото шестчасово преследване на лодката завършва с неуспех. В Мергуи съединението пристига на 30 юли.
На 7 август, в рамките на осъществяването на операция „Ка“, „Судзуя“ и „Кумано“ напускат Мергуи и се насочват на изток. Дозареждат се в Баликпапан, на 14 – 16 август, те, на 22-ри северно от Гуадалканал се обединяват с авионосното съединение на адмирал Нагумо и в неговия състав участват в сражението при Източните Соломонови острови. След боя 7-а дивизия патрулира района в северната част на Соломоновите острови и на 5 септември пристига на Трук. На 9 септември тя отново излиза в морето в състава на авионосно съединение в същия район. На 14 септември японските кораби са атакувани от 10 бомбардировача B-17, а на 23-ти се връщат в базата.
На 11 октомври „Судзуя“ и „Кумано“ излизат в морето в състава на Трети флот за поддръжка на поредното настъпление към Гуадалканал, запланирано за 24-ти. На 17 – 18 октомври корабите се дозареждат в морето, а на 19-и, във връзка с изпращането на „Кумано“ в ескорта на 1-ва дивизия самолетоносачи, „Судзуя“ остава за известно време сам в 7-а дивизия, и контраадмирал Нишимура пренася на него своя флаг. Той участва в сражението при островите Санта Крус, на 26 октомври, и последвалия неуспешен опит да наложат на американците нощен бой. В базата се връща на 30 октомври. На 3 ноември „Судзуя“ заедно с крайцера „Мая“ напуска Трук и на 5-и пристига на остров Шортланд. На 13 ноември двата кораба заедно с крайцерите „Чокай“ и „Кинугаса“ се насочват за Гуадалканал за прикритие на конвоя с подкрепления и за обстрел на летището Хендерсън Фийлд. В нощта на 14 ноември „Судзуя“ изстрелва по него 504 осколочно-запалителни и бронебойни снаряда с калибър 203 мм. Американската подводница „Флайинг Фиш“ в хода на това пуска по крайцера 6 торпеда, но всички те минават встрани, през деня на 14 ноември той благополучно преживява всички нападения на американската авиация (тогава „Кинугаса“ е потопен, а „Чокай“ и „Мая“ са повредени) и се връща на Шортланд на следващия ден. На 17 – 18 ноември „Судзуя“ преминава в Кавиенг, където престоява в готовност две седмици. На 2 декември той се връща на Шортланд и на 5 декември, след двудневен престой, пристига в Рабаул, където се среща с „Кумано“. На 5 – 6 декември двата крайцера преминават в Кавиенг, където контраадмирал Нишимура пренася флага си на „Кумано“. Двата кораба почти месец стоят там в готовност във връзка с евакуацията на Гуадалканал, за това време извършват само един поход с войски на борда към Лоренгау, на 12 – 13 декември.
На 4 януари 1943 г. „Судзуя“ напуска Кавиенг, на 6 – 7 януари се дозарежда с гориво на Трук и на 12-и пристига в Куре, където влиза за ремонт. Той преминава там докуване в периода от 14 до 25 януари. На 5 февруари крайцерът излиза в морето и на 10-и пристига на Трук, на 13 февруари към него се присъединява „Кумано“. Месец и половина двата кораба престояват там, заети с бойна подготовка и намирайки се в готовност да излязат за прихващането на поредния американски рейд. На 24 – 29 март „Судзуя“ и „Кумано“ преминават от Трук в Куре и влизат там за ремонт, включващ и първата им военна модернизация. В хода ѝ са свалени 13,2-мм картечници, броя на 25-мм автомати е доведен до 4 трицевни и 4 сдвоени (общо 20 ствола), поставена е РЛС за откриване на въздушни цели № 21 на върха на фокмачтата, на предната част на компасния мостик е поместен команден пост на ПВО, всички илюминатори на долната палуба и много на средната са заварени, обтежките на антените на покривите на кули № 3 и 4 са свалени. Докуването на „Судзуя“ в Арсенала на флота преминава от 27 април до 2 май.
На 20 май „Судзуя“, „Кумано“ и „Могами“ напускат Токуяма и се насочват за Токийския залив, където пристигат на следващия ден. Там в течение на 9 дена те се занимават с бойна подготовка преди планирания поход към Алеутските острови, обаче той е отменен впоследствие. От 30 май до 1 юни крайцерът, заедно с „Кумано“, преминава в Хашираджима („Могами“ се забавя с един ден поради повреди от сблъсък с танкер). Двата крайцера, на 11 юни, отплават от Куре и на 13-и пристигат в Йокосука, където вземат на борда си личният състав на 5-о подразделение на ПВО на ЯИА. От 16 до 21 юни заедно с линкорите „Конго“, „Харуна“, самолетоносачите „Рюхо“, „Уньо“ и „Чуйо“ и 7 разрушителя те преминават на Трук. След това „Судзуя“ и „Кумано“ в съпровождение на разрушителя „Ниидзуки“, на 23 – 25 юни, правят преход до Рабаул, където стоварват войниците, след което към 27 юни се връщат обратно. На 9 – 11 юли двата крайцера отново плават за Рабаул и на 18 юли заедно с „Чокай“, „Сендай“ и 4 разрушителя се насочват в залива Веля за прикритие на десантиращите там подкрепления. В нощта на 20 юли в резултат на авионападение на „Авенджъри“ КМП на „Кумано“ е повреден. На 21 юли корабите се връщат в Рабаул, и „Судзуя“ престоява там до началото на октомври. На 22 юли контраадмирал Нишимура пренася на него своя флаг от „Кумано“, тъй като последния отплава за ремонт в Япония.
На 8 – 10 октомври „Судзуя“ преминава от Рабаул на Трук. На 17 октомври в състава на авионосното съединение на адмирал Кога той плава към атола Ениветок в посока на очакван, според данни на радиоприхващането, американски рейд. Съединението пристига при атола на 20 октомври, но не открива нищо и на 26 октомври се връща в базата. На 3 ноември „Судзуя“, „Чикума“ и „Могами“ излизат в морето за удар по мястото на десант на американските сили в залива Императрица Августа на Бугенвил. Сутринта на 5 ноември крайцерите пристигат в Рабаул и скоро след това попадат под удара на американската авиация. „Судзуя“ няма повреди в хода на нападението, но на следващия ден е изпратен за съпровожда повреждения „Могами“ обратно на Трук, достигайки го на 8 ноември. На 24 ноември, поради началото на десанта на американците на атолите Тарава и Макин, „Судзуя“ и „Кумано“ отново излизат в морето. На 26 – 27 ноември „Судзуя“ провежда на стоянка в Рои, на 28 – 29 ноември заедно с пристигналия „Кумано“ се намира при атола Ениветок, от 30 ноември до 3 декември двата крайцера са в Рои и на 5 декември се връщат на Трук. На 8 декември контраадмирал Нишимура пренася своя флаг от „Судзуя“ на „Кумано“. На 26 декември двата крайцера се насочват в поход с товар на борда за Кавиенг, но са засечени от американската авиация и на 28-и се връщат обратно. На 29 декември двата кораба заедно с разрушителя „Митишио“ отново излизат за Кавиенг, връщайки се обратно на 1 януари 1944 г.
На 1 февруари 1944 г. 7-а дивизия („Судзуя“, „Кумано“, „Тоне“, „Чикума“) оставя Трук и на 4 февруари пристига на острова Палау. Престоявайки там в готовност 12 дни, тя, от 16 до 21 февруари, преминава на котва при остров Линга за провеждане на бойна подготовка. Последната седмица на март и първата седмица на април „Судзуя“ и „Кумано“ провеждат в кораборемонтния завод № 101 в Сингапур, където преминават втората си военна модернизация. В хода ѝ на крайцера са поставени допълнително 8 единични 25-мм автомата, в резултат на което общия брой на стволовете нараства до 28. В периода 11 – 14 май крайцерите на 7-а дивизия и „Могами“ преминават от Линга в Тави-Тави, където провеждат почти месец (с прекъсване за поход до остров Таракан за дозареждане на 15 – 17 май). С началото на операция „А-Го“, на 13 юни, те излизат в морето в състава на Мобилния флот на вицеадмирал Одзава и на 19 – 20 юни участват в сражението във Филипинско море, без да получат в хода му никакви повреди. На 22 юни корабите пристигат в Окинава и на 25-и в Куре. С пристигането му „Судзуя“ преминава в Арсенала на флота третата си военна модернизация, която завършва на 8 юли. В хода ѝ са добавени още 4 трицевни и 10 единични 25-мм автомата (общ брой на стволовете – 50), поставени са РЛС за откриване на надводни цели № 22 на фокмачтата и РЛС за откриване на въздушни цели № 13 на гротмачтата, два комплекта инфрачервени прибора за наблюдение и свръзка тип 2 на мостика, жилищните помещения са максимално почистени от огнеопасни предмети, допълнително е подобрена водонепроницаемостта на преградите под водолинията.
На 8 юли 7-а дивизия заедно с 1-ва дивизия линкори, 4-та дивизия крайцери и 2-ра ескадра разрушители напуска Куре, имайки на борда си войски и товари. На 10 юли тя се отбива в Окинава, а на 16-и пристига в Сингапур – крайната цел на похода. на 17 юли корабите преминават към базата на Линга, където провеждат около три месеца. В хода на стоянката РЛС № 22 4-та модификация на „Судзуя“ е модернизирана с поставянето на суперхетеродинен приемник, което позволява след това да се управлява артилерийският огън.
На 5 октомври „Судзуя“ приема запас продолствия от транспорта „Китаками-мару“. От 18 до 20 октомври 7-а дивизия крайцери заедно с 3-та дивизия линкори и 10-а ескадра разрушители преминават от Линга в Бруней.

#### Сражението в залива Лейте
На 22 октомври 1944 г. 7-а дивизия в състава на Първо ударно съединение на адмирал Курита напуска Бруней за изпълнение на операцията „Шо-Го“. След в боя в морето Сибуян на 24 октомври през нощта на същия ден тя преминава през пролива Сан Бернандино, излизайки на крайната точка на пътя – в залива Лейте.
Сутринта на 25 октомври при остров Самар в хода на боя с оперативен отряд 77.4.3 от американската оперативна група 77.4 на контраадмирал Спрегю „Судзуя“ плава втори в колоната крайцери на 7-а дивизия. В 7:10 на далечина от 10 км той открива огън по американския разрушител „Джонсън“, давайки по него пет залпа на главния калибър и накривайки целта с два от тях. Веднага след това той, за първи път, е атакуван от примерно 20 американски самолета. В 7:27 в резултат на попадение на торпедо от „Джонсън“ флагманският „Кумано“ се разделя с носа си. „Судзуя“ започва да маневрира около него, обаче в 7:35 е подложен на ново нападение примерно от 10 самолета. В резултат на близък разрив на бомба по левия борд е повреден левия външен винт, след неговото спиране максималната скорост пада до 20 възела. След това „Судзуя“ взема курс към повредения „Кумано“, за да свали от него адмирал Шираиши с щаба, излизайки по този начин от боя с корабите на оперативен отряд 77.4.3 и вече без да се връща обратно в него. В 10:50 крайцерът е атакуван за трети път от 30 самолета, и в резултат на близък разрив по десния борд от попадение на осколък детонира торпедо в торпеден апарат № 1, а след това и трите други, заредени в него. В резултат на техния взрив са разрушени и двете кърмови 127-мм установки, извадени са от строя машинните отделения по десния борд и котелно отделение № 7. Крайцерът губи ход, а в неговата централна част започва силен пожар. В 11:05 за оказване на помощ към „Судзуя“ идва разрушителят „Окинами“, а в 11:30 крайцерът „Тоне“ взема адмирал Шираиши. Независимо от борбата с пожара, към пладне започва да детонира боекомплекта на предните 127-мм установки и торпедните апарати по левия борд, след което целият кораб е обхванат от пламъци. В 11:50 капитан 1-ви ранг Тераока заповядва на екипажа да напусне кораба. В 13:15 „Судзуя“ се преобръща към десния борд и в 13:22 потъва в точката с координати11°45′02″ с. ш. 126°11′02″ и. д. / 11.750556° с. ш. 126.183889° и. д.. Командир Тераока и още 401 члена на екипажа на крайцера на борда на „Окинами“ пристигат в Корон на 27 октомври. Съгласно отчета за бойните действия на крйацера „Судзуя“ за периода 18 – 25 октомври 1944 г., от неговия екипаж загиват 90 души (1 офицера и 89 матроса), изчезват безследно 564 (34 офицера и 530 матроса) и са ранени 69 души (1 офицера и 68 матроса). Няколко члена на екипажа също впоследствие са спасени от американците.
На 21 ноември 1944 г. 7-а дивизия е разформирована, и „Судзуя“ е формално предаден в състава на Обединения флот. От списъците той е изключен на 20 декември същата година.

## Командири на кораба
- 20.11.1934 – 1.12.1936 капитан 1 ранг (тайса) Цунемицу Йошида (на японски: 吉田庸光);
- 1.12.1936 – 1.12.1937 капитан 1 ранг (тайса) Шуджиро Мидзусаки (на японски: 水崎正次郎);
- 1.12.1937 – 15.11.1938 капитан 1 ранг (тайса) Яичиро Шибата (на японски: 柴田弥一郎)[14];
- 15.11.1938 – 15.11.1939 капитан 1 ранг (тайса) Кюджи Кубо (на японски: 久保九次)[14];
- 15.11.1939 – 15.10.1940 капитан 1 ранг (тайса) Гихачи Такаянаги (на японски: 高柳儀八)[14];
- 15.10.1940 – 24.11.1942 капитан 1 ранг (тайса) Масатоми Кимура (на японски: 木村昌福)[14];
- 24.11.1942 – 7.9.1943 капитан 1 ранг (тайса) Такеджи Оно (на японски: 大野竹二)[14];
- 7.9.1943 – 1.9.1944 капитан 1 ранг (тайса) Юджи Такахаши (на японски: 高橋雄次)[14];
- 1.9.1944 – 25.10.1944 капитан 1 ранг (тайса) Масао Тераока (на японски: 寺岡正雄)[14].

## Коментари
1. ↑  При влизането му в строй е класифициран като крайцер 2-ри клас (нито дзюнъйокан), след замяната на артилерията като клас 1 (ито дзюнъйокан), което според приетата тогава международна терминология съответства на термините лек и тежък крайцер.
2. ↑  „Операция на победата“, за Филипините е разработена във варианта „Шо-1“.
3. ↑  Не е потвърдено достоверно „Авенджърите“ на кои именно ескадрили атакуват „Судзуя“. Повредите по крайцера около 7:35 се свързват със заявките на старши лейтенантите Джери Джейкъби и Харви Лайвли от състава на 68-а смесена ескадрила (VC-68) от ескортния самолетоносач „Феншоу Бей“. Виж William T. Y'Blood, The Little Giants: U.S. Escort Carriers Against Japan. – Naval Institute press, 1987, p. 169.
4. ↑  В книгите на Лакруа и Уелс и Лундгрен фигурира цифрата 620 спасени, а също и информацията, че командир Тераока загива заедно с кораба. Обаче това противоречи на документ, на който има препратка, и по всичко личи, че става дума за грешка.
5. ↑  В описващия Лейте том на History of United States Naval Operations in World War II на Морисън се споменава, че корабите на тактическа група 34.5 на контраадмирал Беджър в нощта на 25-и по 26 октомври 1944 г. спасяват 6 члена на екипажа на „Судзуя“. Но е неизвестно дали това са всички спасени, тъй като в книгата на Лакруа и Уелс много по-късно е написано общо за няколко оцелели.